# 奧瓦納區

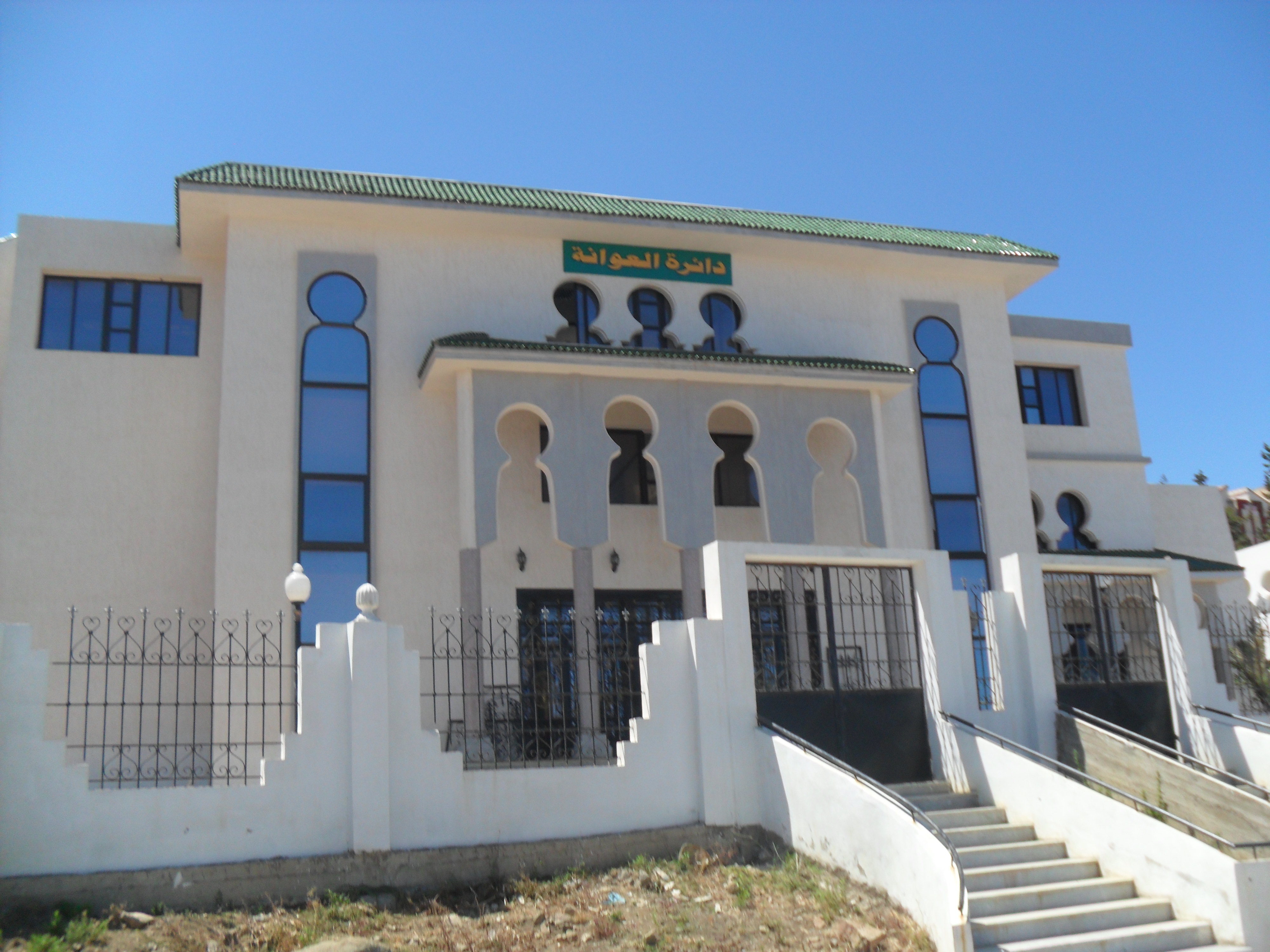

36°46′22″N 5°36′36″E / 36.7727°N 5.6100°E
奧瓦納區（阿拉伯语：‎），是阿爾及利亞的行政區，位於該國東北部，由吉傑勒省負責管轄，首府設於奧瓦納，面積261平方公里，1998年人口13,948，人口密度每平方公里53人。